# دون إيرفاين
دون إيرفاين هو راكب الكنو كندي، ولد في 26 سبتمبر 1954.

## وصلات خارجية
- دون إيرفاين على موقع أوليمبيديا (الإنجليزية)